# سرکوه (فیلم)
سرکوه (انگلیسی: Mountainhead) فیلم تلویزیونی آمریکایی در ژانر کمدی درام است که توسط جسی آرمسترانگ نوشته و کارگردانی شده و نخستین تجربهٔ کارگردانی او به شمار می‌رود. استیو کرل، جیسون شوارتزمن، کوری مایکل اسمیت و رامی یوسف در این فیلم ایفای نقش کردند.

## داستان
دوستانی ثروتمند در بحبوحهٔ یک بحران مالی گرد هم می‌آیند.

## تولید
این فیلم به نویسندگی و کارگردانی جسی آرمسترانگ ساخته شده و تهیه‌کنندگی اجرایی آن را خود آرمسترانگ به همراه فرانک ریچ، لوسی پربل، جان براون، تونی روچ، ویل تریسی، مارک مایلود و جیل فوتلیک بر عهده دارند. سرکوه از اچ‌بی‌او و اسکای سینما پخش خواهد شد. از جمله بازیگران فیلم می‌توان به استیو کرل، جیسون شوارتزمن، کوری مایکل اسمیت، رامی یوسف، اندی دالی و هدلی رابینسون اشاره کرد.
تصویربرداری اصلی در مارس ۲۰۲۵ در پارک سیتی، یوتا انجام شد. داستان فیلم عمدتاً در یک لوکیشن ثابت جریان دارد و فرایند فیلم‌برداری حدود پنج هفته به طول انجامید.

## انتشار
در آوریل ۲۰۲۵، عنوان فیلم سرکوه رسماً اعلام شد و اکران هم‌زمان آن از طریق شبکه اچ‌بی‌او و پلتفرم مکس برای ۳۱ مه ۲۰۲۵ برنامه‌ریزی شد.